# Buccin (instrument)
Pour les articles homonymes, voir Buccin.

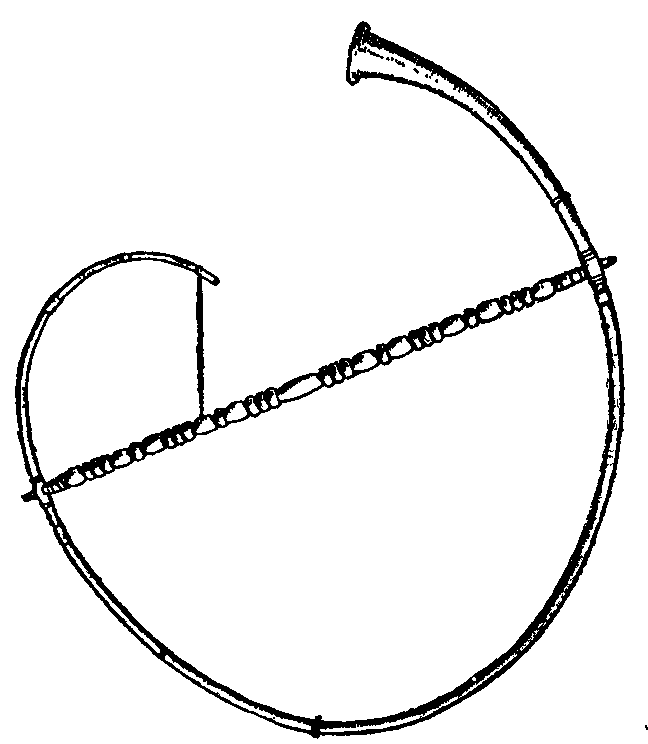
Buccin

Le buccin (du latin buccina ou būcina) est un instrument de musique à vent de la famille des cuivres, d’origine étrusque et en usage dans l’armée romaine antique.

## Facture
Le corps du buccin avait une forme semi-circulaire (la forme de la lettre « G »). Il possédait parfois un raidisseur (ou poignée) transversal. La perce était conique (comme celle du cor d’harmonie) et l’embouchure était tronconique. 

## Jeu
Le joueur de buccin est appelé « buccinateur ».
Les Étrusques avaient l’habitude de conduire les troupeaux de porcs grâce à cette sorte de clairon. 
En dehors de la musique il était aussi utilisé pour des signaux à caractère guerrier.
Ovide l’a décrit en ces termes :

« Cava buccina sumitur illi tortilis, dans latum quae turbine crescit ab imo : Buccina,quae in medio concepit ut aera ponto,littora sous replet voce jacentia utroque Phoebo »

traduit par :

« Soudain il saisit cette conque cave, longue et recourbée, qui va toujours s'élargissant, et qui, lorsqu'elle retentit du milieu de l’océan, prolonge ses sons des bords où le soleil se lève aux derniers rivages qu'il éclaire de ses feux »

## Représentation artistique

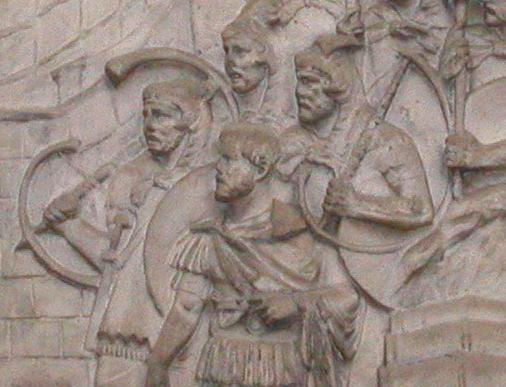
Buccinateurs, sur le moulage de la colonne Trajane (Victoria and Albert Museum de Londres)

Fresques des tombes étrusques
Bas-reliefs figurés